# کرتیس مک‌هنری
کرتیس مک‌هنری (انگلیسی: Curtis McHenry؛ ‏ ۴ آوریل ۱۸۹۹ – ۲۴ ژوئیهٔ ۱۹۳۴) بازیگر اهل ایالات متحده آمریکا بود که در دههٔ ۱۹۲۰ میلادی در فیلم‌های کمدی لری سمون نقش‌آفرینی می‌نمود.
از فیلم‌هایی که وی در آن‌ها نقش داشته است، می‌توان به درنگ کن، ببین و گوش کن و جادوگر شهر از اشاره نمود.